# Borneói nagyorrúmajom
A borneói nagyorrúmajom (Nasalis larvatus) a cerkóffélék (Cercopithecidae) családján belül a karcsúmajomformák (Colobinae) alcsaládjába tartozó Nasalis nem egyetlen faja.

## Előfordulása
Borneó sűrű és áthatolhatatlan láperdőiben él.

## Megjelenése
A borneói nagyorrúmajmot régebben a Semnopithecus (hulmán) nembe sorolták. Egyedi megkülönböztető ismérve a hímek jócskán megnagyobbodott, esetenként 10 cm-nél is hosszabb orra. E testi sajátosság evolúciós előnye tisztázatlan; valószínűsítik, hogy a hosszú, elnyújtott, zengő orrhang képzéséhez kellhet. A nőstények és a fiatalok orra kisebb, felálló és pisze.
Az egyik legnagyobb fán élő majom. A hím 73–76, a nőstény 54–64 centiméterre nőhet. A hím farokhossza 66-75, a nőstényé 52-62 centiméter. A hímek testtömege 16–22 kg között mozog, a nőstények 7-12 kg-osak.
- Hím
- Nőstény
- Fiatal nagyorrúmajom

## Életmódja
A nagyorrú majom nappal aktív növényevő állat, amely elsősorban levelekkel, gyümölcsökkel és virágokkal táplálkozik. Jobbára egyedül alszik a fákon, és reggelente átlagosan 20 egyedből álló csoportokat képez, amelyek folyamatosan étkezve naponta 500 métert tesznek meg. Ezek a csoportok számos nőstényből és fiatalból, valamint több felnőtt hímből állnak. Veszély esetén ez utóbbiak szegülnek szembe a betolakodóval, míg a csoport többi tagja menekül. Borneó egyes vidékein inkább háremeket figyeltek meg, és ott ritkább a többhímes csoport.
A főemlősök többségével ellentétben szeret víz közelében tartózkodni. Meglehetősen jól úszik és búvárkodik. Néha az egész csapat egy 15 méter magas fáról egyszerre ugrik a vízbe.
Az idős hímek aránytalanul nagy orrának szerepe mindmáig találgatásokra ad okot. Lehet, hogy a hosszan elnyújtott, rezonanciákban gazdag kiabálás erősítőjeként szolgál. Az is lehet, hogy a nőstények szigorú szelekciós munkájának
eredménye, melynek során mindig a különösen nagy orrú hímeket részesítették előnyben. Lehetséges, hogy a nagy orrú hímek a rangsorvitákban is jobban szerepelnek riválisaiknál. Valószínűleg a nagyorrú majmok hímjeinek orra hasonló jelentőséggel bír, mint a szarvasok óriási agancsa vagy az oroszlánok sörénye.
Évente csak egyetlen utódja születik.

## Természetvédelmi helyzete

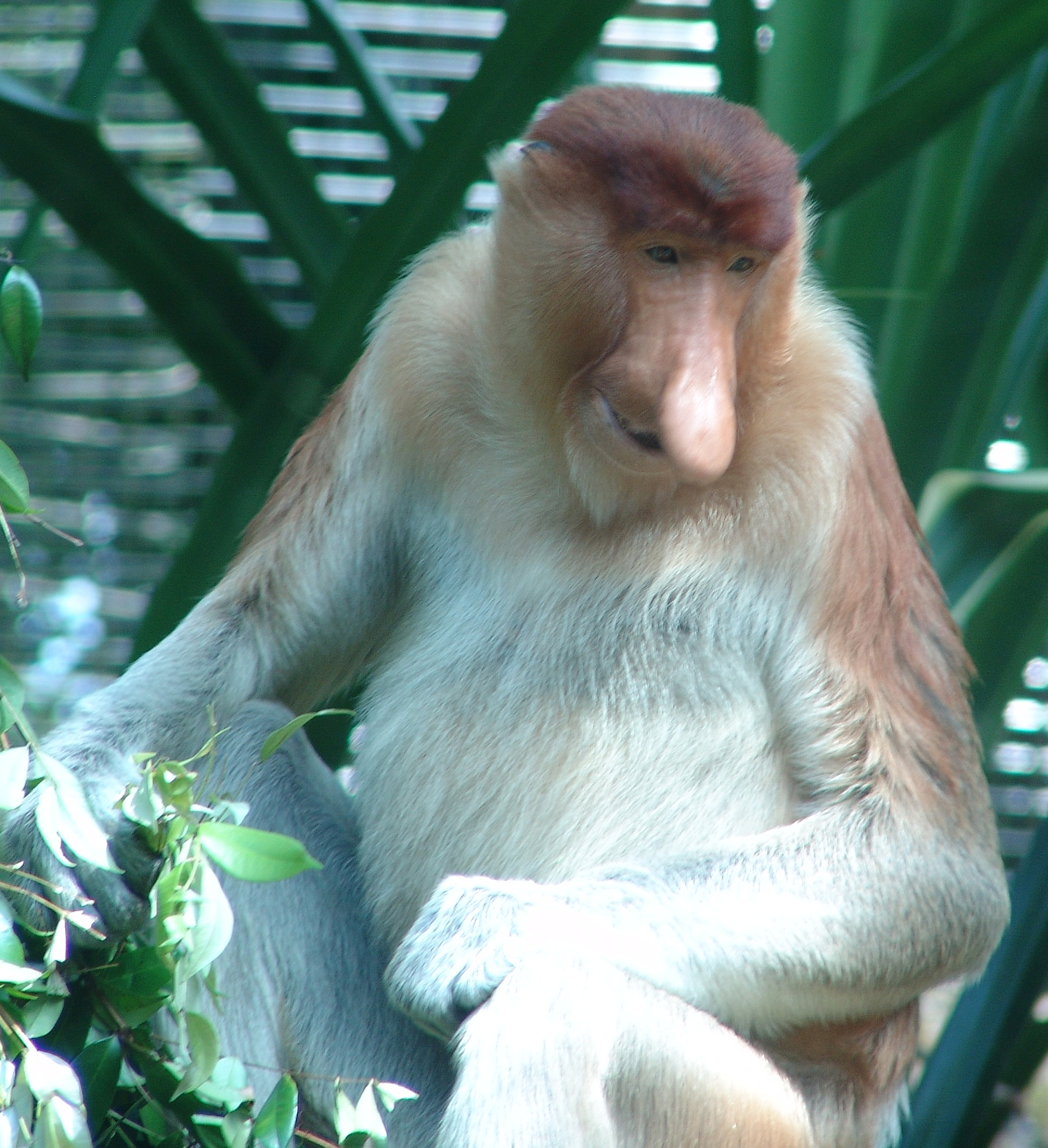

A nagyorrú majom hosszú időn keresztül nem számított veszélyeztetett fajnak, mivel Borneón főként a nagy, megközelíthetetlen mocsárerdőkben él. Manapság azonban a modern technika lehetővé teszi, hogy ezeket a félreeső élőhelyeket is hasznosítsák, így a nagyorrú majmok száma az elmúlt időkben erősen lecsökkent.
Nehezen megközelíthető élőhelyén nemigen tanulmányozták életmódját, fogságban pedig gyorsan elpusztul, így szokásait még homály fedi.